# Luján de Cuyo (departement)
Luján de Cuyo is een departement in de Argentijnse provincie Mendoza. Het departement (Spaans:  departamento) heeft een oppervlakte van 4.847 km² en telt 104.470 inwoners.

## Plaatsen in departement Luján de Cuyo
- Agrelo
- Cacheuta
- Carrodilla
- Chacras de Coria
- El Carrizal
- Industrial (Mendoza)
- La Puntilla
- Las Compuertas
- Luján de Cuyo
- Mayor Drummond
- Perdriel
- Potrerillos
- Ugarteche
- Vistalba